# Przekładnia ślimakowa

Przekładnia ślimakowa

Animacja przekładni ślimakowej

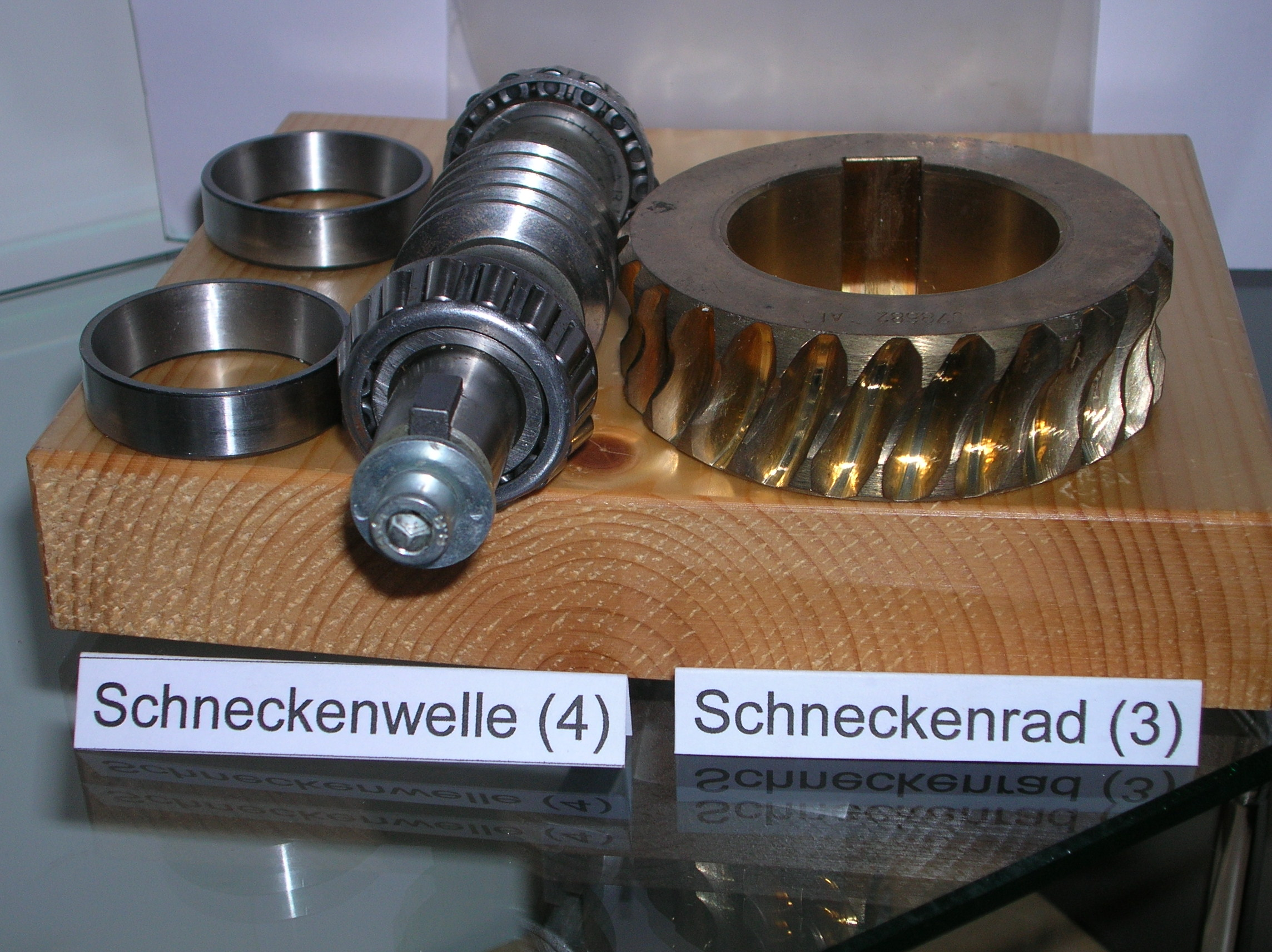
Główne elementy przekładni ślimakowej: ślimak z łożyskami i ślimacznica

Przekładnia ślimakowa – przekładnia zębata o osiach prostopadłych leżących w dwóch różnych płaszczyznach. W przekładniach ślimakowych współpracują dwa elementy o odmiennej konstrukcji:
- ślimak: wirnik śrubowy z gwintem trapezowym.
- ślimacznica (koło ślimakowe): koło zębate z zębami śrubowymi, wklęsłe w przekroju wzdłużnym.

W przekładni ślimakowej przeniesienie mocy odbywa się z dużym udziałem tarcia. Kierunek przepływu mocy ma tu istotne znaczenie. Gdy elementem napędzającym jest ślimak, sprawność przekładni η wyrażona jest zależnością:
η = tg γ / tg (γ + ς )
gdzie:
γ to kąt wzniosu gwintu
ς to „kąt tarcia” taki, że współczynnik tarcia μ = tg ς.

Podobnie, gdy elementem napędzającym jest ślimacznica, sprawność przekładni η wyrażona jest zależnością:
η = tg (γ – ς ) / tg γ
Jak łatwo zauważyć, gdy γ < ς, sprawność przekładni jest mniejsza od zera, co oznacza brak możliwości przeniesienia napędu w tym kierunku, czyli samohamowność.
Przekładnia ślimakowa w pewnych warunkach jest mechanizmem samohamownym.
Może to być wadą, jak i zaletą. Samohamowność może być przypadkowa, gdy wskutek okoliczności, na przykład zbyt słabego smarowania, współczynnik tarcia wzrośnie ponad dopuszczalny i przekładnia wchodzi w zakres samohamowności.
Cecha ta może też być pożądana i wtedy w jednym kierunku mechanizm ślimakowy działa jako przekładnia, a w drugim jako hamulec. Taki mechanizm stosuje się np. w dźwignikach ślimakowych oraz w mechanizmie naciągu strun gitary.
Nie można jednak faktu samohamowności przekładni ślimakowej traktować jako hamulca w układzie, szczególnie przy dźwignicach, wciągarkach, gdzie mają znaczenie względy bezpieczeństwa, gdyż jeśli układ napędowy z zawieszonym obciążeniem jest rozpędzony i wyłączymy napęd, to w niesprzyjających warunkach ciężar się nie zatrzyma, ale opadający ciężar będzie napędzał układ, przyśpieszając go.